# Patricia Hill Collins
Patricia Hill Collins, född 1 maj 1948, är professor i sociologi vid University of Maryland.
Collins forskning handlar främst om frågor relaterade till feminism och genus bland afroamerikaner. Hennes genombrott kom med boken Black Feminist Thought: Knowledge, Consciousness and the Politics of Empowerment (1990) där hon argumenterar för att förtryck baserade på ras, klass, genus, sexualitet och nation förstärker varandra. Collins är en av de första att använda begreppet intersektionalitet för att förklara dessa överlappande typer av förtryck.

### Översättning
Den här artikeln är helt eller delvis baserad på material från engelskspråkiga Wikipedia.